# Konda (rivière)
Pour les articles homonymes, voir Konda.
La Konda (en russe : конда) est une rivière de Russie longue de 1 097 km, affluent gauche de l'Irtych (bassin de l'Ob)  qui coule dans la plaine de Sibérie occidentale.

## Géographie
Contrairement à l'orientation générale des cours d'eau sibériens vers le nord, le cours de la Konda est avant tout orienté vers le sud. La rivière effectue une large boucle dans la basse plaine de l'Ob-Irtych. Elle adopte d'abord la direction du sud-ouest, puis du sud-est. Dans son cours inférieur, elle s'oriente progressivement vers l'est, pour remonter ensuite vers le nord-nord-est peu avant son confluent avec l'Irtych. Son cours traverse ce que l'on appelle la plaine de Konda qui comporte de nombreux lacs.
Son bassin a une superficie de 72 800 km2. Son débit moyen mesuré à Altay est de 342 m3/s, et atteint 375 m3/s à son confluent avec l'Irtych. 
La Konda est prise par les glaces à partir de la fin du mois d'octobre ou du début du mois de novembre. La débâcle se produit fin avril ou début mai.

## Villes traversées
La principale ville située sur le cours de la rivière est Ouraï.

## Principaux affluents
- Rive gauche :
  - La Moulymiïa (Мулымья)
  - Le Bolchoï Tap (Большой Тап)
  - La Ioukonda (Юконда)
  - La Kama (Кама)
- Rive droite : 
  - L'Evra (Евра)
  - La Kouma (Кума)

## Hydrométrie - Les débits à Altay
Le débit de la Konda a été observé pendant 38 ans (1962-1999) à Altay, localité située à plus ou moins 60 kilomètres de son confluent avec l'Irtych. 
À Altay, le débit inter annuel moyen ou module observé sur cette période était de 342 m3/s pour une surface de drainage prise en compte de 68 600 km2, soit plus ou moins 94 % du bassin versant total de la rivière.
La lame d'eau écoulée dans cette partie du bassin atteint ainsi le chiffre de 157 millimètres par an, ce qui peut être considéré comme satisfaisant dans le contexte du bassin de l'Irtych, caractérisé par un écoulement médiocre. La Konda fournit plus de 12 % du débit final de l'Irtych, sur un bassin versant qui ne fait qu'un peu plus de 4 % du bassin total de ce dernier.
Le débit moyen mensuel observé en mars (minimum d'étiage) est de 93,9 m3/s, soit près de 15 % du débit moyen du mois de juin (631 m3/s), ce qui souligne l'amplitude fort modérée des variations saisonnières, du moins dans le contexte sibérien où les écarts sont souvent bien plus importants. Ces écarts de débit mensuel peuvent cependant être plus marqués d'après les années : sur la durée d'observation de 38 ans, le débit mensuel minimal a été de 53,0 m3/s en février 1978, tandis que le débit mensuel maximal s'élevait à 987 m3/s en juin 1979.
En ce qui concerne la période libre de glaces (de mai à septembre inclus), le débit minimal observé a été de 116 m3/s en septembre 1988, ce qui restait fort confortable, voire abondant.  

## Économie - Le pétrole
Comme plusieurs autres régions de la plaine de Sibérie occidentale, le bassin de la rivière est très riche en pétrole. À la suite de l'exploitation de ces gisements, plusieurs localités importantes ont été fondées, qui constituent actuellement les plus grands centres urbains du bassin. Ainsi en est-il de la ville d'Ouraï et, à peu de distance des rives de la Konda, de l'agglomération de Sovietski.